# Liste de racines grecques (lettre V)
Pour un article plus général, voir Racine grecque.
| Racine        | Origine grecque             | Sens                                    | Exemples de mots comportant la racine |
| ------------- | --------------------------- | --------------------------------------- | ------------------------------------- |
| -vari         | βάρος(báros) ; βαρύς(barús) | Pesanteur, poids ; lourd                | voir baro-                            |
| Vassil-       | βασιλεύς (basileús)         | Roi                                     | voir basil-1                          |
| -vat-         | οὐάτεις (ouateīs)           | Devins, voyants                         | Ovate, Vate, Vatican, Vaticiner       |
| visco-, visq- | ἰξός(ixós)                  | Gui, baie de gui, glu, humeur visqueuse | voir ix-                              |